# Num Lock 키

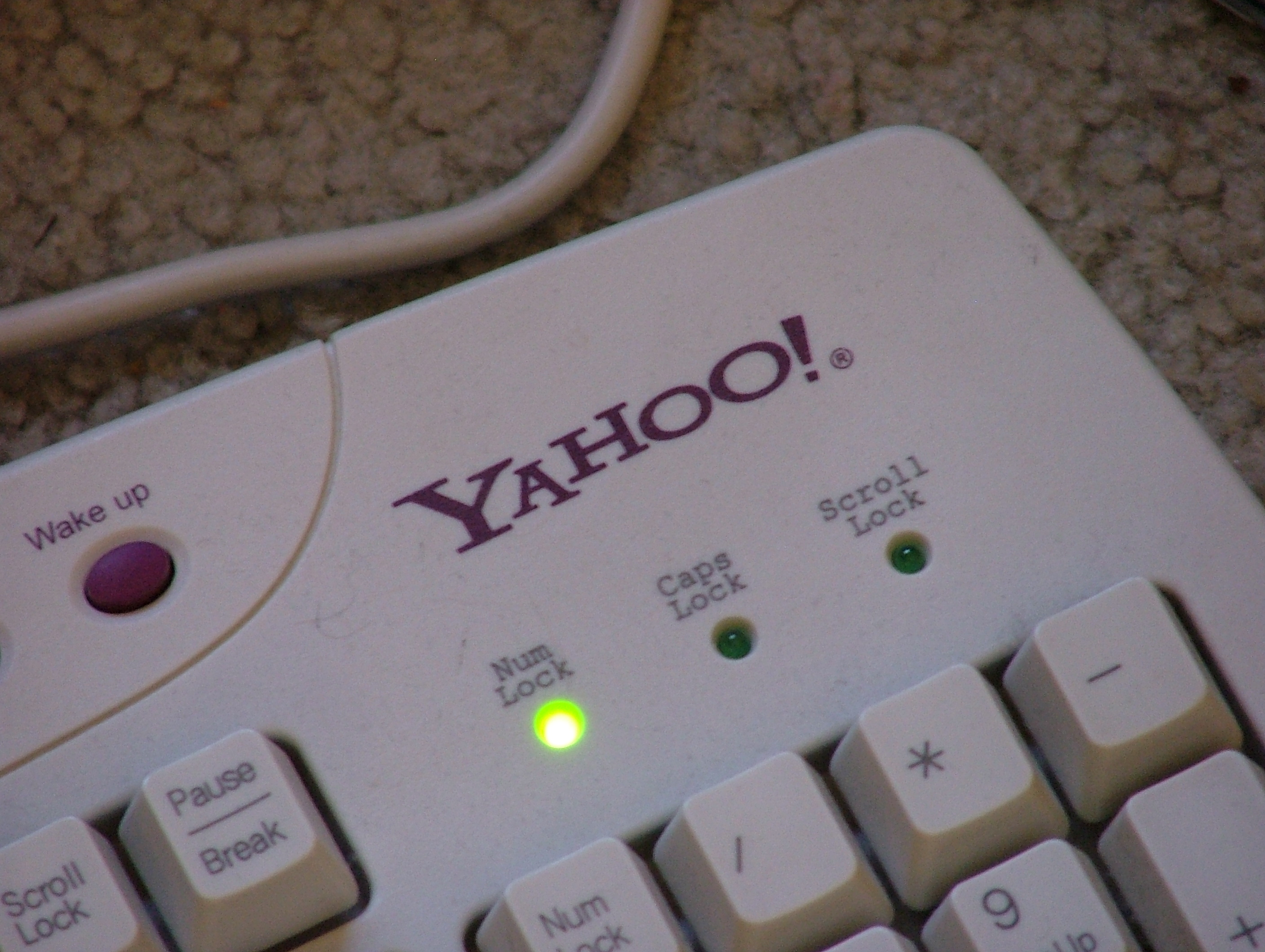
Num Lock LED에 불이 들어와있는 모습

컴퓨터 자판에서 넘록 키(Num Lock Key, Numeric Lock Key, 숫자잠금 글쇠)는 드보락 자판이나 QWERTY 자판의 왼쪽 숫자/기능 입력 부분을 제어하는 글쇠이다. 넘록을 표시하는 불이 켜져있으면 숫자를 쓰는 칸이 되고, 불이 꺼져 있으면 그 왼쪽 기능부분의 키들의 기능을 사용할 수 있다.

## 넘록에 영향을 받는 글쇠들
| 글쇠 이름  | 넘록 켜짐                        | 넘록 꺼짐        |
| ---------- | -------------------------------- | ---------------- |
| 숫자패드 1 | 1                                | End 키           |
| 숫자패드 2 | 2                                | 아래쪽 화살표 키 |
| 숫자패드 3 | 3                                | Page Down        |
| 숫자패드 4 | 4                                | 왼쪽 화살표 키   |
| 숫자패드 5 | 5                                | Clear 키         |
| 숫자패드 6 | 6                                | 오른쪽 화살표 키 |
| 숫자패드 7 | 7                                | Home 키          |
| 숫자패드 8 | 8                                | 위쪽 화살표 키   |
| 숫자패드 9 | 9                                | Page Up          |
| 숫자패드 0 | 0 (영) (콤마가 있는 자판도 있음) | Insert 키        |
| 숫자패드 . | . (점)                           | Delete 키        |